# Кіборг (DC Comics)
Кіборг (англ. Cyborg), справжнє ім'я — Віктор «Вік» Стоун (англ. Victor "Vic" Stone) — супергерой, що з'являється в коміксах американського видавництва DC Comics, і який був створений Марвом Вульфманом та Джорджем Пересом. Дебют персонажа відбувся в коміксі DC Comics Presents №26 (жовтень 1980 року). Кіборг є важливим учасником команди Юні Титани, вперше представлений напередодні запуску серії The New Teen Titans у 1980 році, яка здобула схвальні відгуки критиків. У 2010-х роках персонажа на короткий час переосмислили як одного із засновників Ліги Справедливості — флагманської супергеройської команди DC, що відповідало деяким його втіленням у кіно. Проте ці зміни згодом були вилучені з основної канонічної безперервності.
Кіборг дебютував у ігровому кіно в серіалі «Таємниці Смолвіля», де його зіграв Лі Томпсон Янг. Рей Фішер втілив персонажа у фільмах кіновсесвіту DC — «Бетмен проти Супермена: На зорі справедливості» (2016), «Ліга справедливості» (2017) та «Ліга справедливості Зака Снайдера» (2021). У серіалах персонажа грав Джойван Вейд — у серіалі «Фатальний патруль» і в четвертому сезоні «Титанів». В анімаційних проєктах Кіборг уперше з’явився у серіалі «Супердрузі». У різні роки його озвучували Ерні Гадсон, Кері Пейтон, Бампер Робінсон, Шимар Мур та Зіно Робінсон.

## Історія публікації

### Створення
Кіборг був вигаданий сценаристом Марвом Вульфманом та художником Джорджем Пересом та дебютував у всесвіті DC у коміксі DC Comics Presents №26 у жовтні 1980 року. У одному з інтерв’ю художник розповів про свій підхід до дизайну персонажа: «У випадку з Кіборгом мене візуально надихнув — і, думаю, це видно з голови — Детлок... Потім я вирішив зробити його більш роботизованим, ніж андроїдним, додавши більше металевих частин, щоб він виглядав менш людяним... Але металева пластина на половині обличчя була явно натхненна Детлоком Річа Баклера. Для мови тіла персонажа я надихався молодим Джимом Брауном».

## Вигадана біографія

### Передісторія
Віктор Стоун — син Сайласа та Елінор Стоун, науковців, які використовували власного сина як випробувального суб’єкта в експериментах з підвищення інтелекту. Попри те, що ці процедури були успішними й призвели до стрімкого зростання IQ Віктора до рівня геніальності, він почав відчувати зневагу до такого ставлення з боку батьків.
Віктор подружився з Роном Еверсом, молодим правопорушником, який втягнув його у конфлікти з законом. Це стало початком боротьби Віктора за незалежність: він зайнявся спортом, відмовився від навчання та вів спосіб життя, який суперечив очікуванням батьків. Його зв’язок із підлітковою злочинністю неодноразово призводив до травм, але загалом він намагався жити «нормальним» життям і приймати власні рішення. Втім, навіть на шляху бунтарства Віктор не втратив моральних орієнтирів — зокрема, він відмовився брати участь у расистсько-мотивованому терористичному плані Еверса.
Життя Віктора докорінно змінилося, коли він відвідав лабораторію батьків, де в той час тривали експерименти з міжвимірними порталами. Під час його перебування сталася аварія: в реальність було втягнуто агресивну желеподібну істоту з іншого виміру. Вона вбила Елінор Стоун, після чого напала на Віктора, завдавши йому тяжких поранень, перш ніж Сайлас зміг повернути створіння назад у його рідну реальність.
Зіткнувшись зі смертю дружини та критичним станом сина, Сайлас вирішив використати свої експериментальні медичні розробки — протези й імпланти — щоб урятувати Віктора. Хлопець прийшов до тями вже після хірургічного втручання: велика частина його тіла була замінена на кібернетичні компоненти. Віктор був шокований і розлючений, дізнавшись про це, й заявив, що волів би померти, ніж стати продуктом батьківського контролю.
Попри тривалу внутрішню боротьбу й гіркоту, згодом Віктор навчився фізично адаптуватися до нових імплантів. Проте суспільство відштовхувало його через його зовнішній вигляд — навіть дівчина Віктора одного разу необережно зізналася, що краще б він загинув, ніж опинився в такому стані. Проте моральна стійкість Віктора не похитнулася: коли Еверс спробував втягнути його в терористичну атаку на штаб-квартиру ООН, Віктор встановив на себе бойові модулі й особисто зупинив його на даху будівлі Організації Об’єднаних Націй.

## Сили й здібності
Велика частина тіла Віктора Стоуна була замінена на високотехнологічні механічні компоненти, що й зумовило його ім’я — Кіборг. Ці удосконалення надають йому надлюдську силу, швидкість, витривалість і здатність до польоту. Його кібернетичне тіло, більшість якого виготовлене з металу (спочатку — з прометію, точніше, з його«збідненої» форми на основі титану та ванадію), значно міцніше за звичайне людське тіло. Внутрішня комп’ютерна система Кіборга здатна зчитувати та взаємодіяти з зовнішніми комп’ютерами. Інші вбудовані функції включають електронне око, яке не лише імітує зір, а й працює на надлюдському рівні. Його тіло містить широкий набір інструментів та озброєння, зокрема гак із тросом та лазер, вмонтований у палець. Однією з найчастіше використовуваних атакуючих можливостей є звуковий підсилювач, який може працювати на різних рівнях — від оглушення супротивника до спрямованих ударів звуком, здатних руйнувати каміння й деформувати сталь. Кіборг регулярно модифікує свої кібернетичні компоненти, вдосконалюючи їх і перевершуючи первинні розробки свого батька. Цей підхід дозволяє авторам змінювати рівень його сил відповідно до сюжетних потреб. Після перезапуску всесвіту у рамках ініціативи The New 52 (2011), походження його вдосконалень було змінено: тепер вони створені завдяки інопланетній технології — Материнській Скриньці з планети Нью Дженезис. З того часу його кібернетика трактується як живе продовження тіла, і до списку його здібностей додано: ЕМІ-удари, абсорбцію технологій, адаптацію до підводного середовища. Найважливішим нововведенням стала здатність створювати бум-труби — телепортаційні портали, які використовують Нові Боги для переміщення на величезні відстані. Після подій Trinity War було частково відновлено елементи оригінального походження персонажа: батько Віктора відновлює його системи після серйозних ушкоджень, завданих під час битв. Окрім кібернетичних вдосконалень, Віктор володіє винятковим інтелектом — його IQ оцінено на рівні 170.

## Сприйняття
Персонаж Кіборг розглядається як супергерой, що одночасно репрезентує афроамериканську ідентичність та інвалідність, і його називали «винятковою фігурою у жанрі, сповненому див». Його зовнішність також аналізувалася як візуальний образ супергероя, що поєднує чорну ідентичність із високотехнологічною трансформацією тіла.